# Guillaume Denauw
Guillaume Ghislain Denauw (Geraardsbergen, 14 juni 1880 – aldaar, 25 maart 1956) was een Belgisch politicus voor de BWP en diens opvolger de BSP.

## Levensloop
Denauw werd geboren in een arbeidersgezin, zijn vader overleed toen hij twee was. Hij werd geplaatst door zijn moeder bij familie. Na zijn lagere school werd hij leerling schoenmaker. Tevens was hij lid van de Socialistische Jonge Wacht. Later werd hij afgevaardigd bestuurder van de Samenwerkende Maatschappij De Verbroedering, een functie die hij uitoefende van 1911 tot 1936.
In 1921 werd hij verkozen tot gemeenteraadslid en vervolgens aangesteld als schepen van openbaar onderwijs te Geraardsbergen. Van 1919 tot 1921 was hij socialistisch volksvertegenwoordiger. In 1921 werd hij ook verkozen tot senator voor het arrondissement Oudenaarde-Aalst en dit mandaat vervulde hij tot in 1954. In januari 1927 werd hij benoemd tot burgemeester van Geraardsbergen, een ambt dat hij bekleedde tot 1952.
Daarnaast maakte hij deel uit van de SAROV, was hij voorzitter van de De Voorzorg en van de Federatie van Socialistische Muziekkorpsen en theatergroepen.